# Persleiding
Een persleiding is de leiding die wordt aangesloten op de perszijde van een pomp.
De diameter van de persleiding wordt bepaald door het debiet. De snelheid is van cruciaal belang. Bij vuilwaterpompen dient de snelheid voldoende groot te zijn om een zelfreinigend effect te hebben, de diameter mag dus niet te groot zijn. Bij verwarmingstoepassingen daarentegen mag de leidingdiameter niet te klein zijn, daar snelheden boven 0,8 m/s aanleiding kunnen geven tot geluidsoverlast. De juiste diameter speelt een voorname rol in het berekenen van de levenscycluskosten bij pompinstallaties.